# Wszystko w rodzinie
Wszystko w rodzinie – amerykańska tragikomedia z 2003 roku.

## Główne role
- Michael Douglas – Alex Gromberg
- Kirk Douglas – Mitchell Gromberg
- Rory Culkin – Eli Gromberg
- Cameron Douglas – Asher Gromberg
- Diana Douglas – Evelyn Gromberg
- Michelle Monaghan – Peg Maloney
- Geoffrey Arend – Malik
- Sarita Choudhury – Suzie
- Irene Gorovaia – Abby Staley
- Annie Golden – Deb
- Mark Hammer – Stephen Gromberg
- Audra McDonald – Sarah Langley
- Josh Pais – Barney
- Bernadette Peters – Rebecca Gromberg
- Louie Torrellas – Jeremy

## Fabuła
Historia rodziny nowojorskich Żydów – Grombergów – którzy nie potrafią się ze sobą dogadać. Alex jako ojciec i mąż czuje się osaczony. Stara się nie popełnić błędów swojego ojca, ale jak wiadomo niedaleko pada jabłko od jabłoni.